# Blunt Force Trauma
Pour le film, voir Blunt Force.
Albums de Cavalera Conspiracy
Inflikted
(2008) Pandemonium
(2014)
Singles
1. Killing Inside
Sortie : 20 février 2011

Blunt Force Trauma est le deuxième album du groupe brésilien de heavy metal Cavalera Conspiracy, publié le 29 mars 2011 par Roadrunner Records.
Il s'est vendu à plus de 5 000 exemplaires à sa première semaine aux États-Unis.

## Liste des chansons
Toute la musique est composée par Max Cavalera.
| No  | Titre                                          | Durée |
| --- | ---------------------------------------------- | ----- |
| 1.  | Warlord                                        | 3:05  |
| 2.  | Torture                                        | 1:51  |
| 3.  | Lynch Mob (avec Roger Miret de Agnostic Front) | 2:31  |
| 4.  | Killing Inside                                 | 3:28  |
| 5.  | Thrasher                                       | 2:49  |
| 6.  | I Speak Hate                                   | 3:10  |
| 7.  | Target                                         | 2:36  |
| 8.  | Genghis Khan                                   | 4:23  |
| 9.  | Burn Waco                                      | 2:52  |
| 10. | Rasputin                                       | 3:22  |
| 11. | Blunt Force Trauma                             | 3:58  |